# Chtenopteryx sicula
Chtenopteryx sicula är en bläckfiskart som först beskrevs av Jean-Baptiste Vérany 1851.
Chtenopteryx sicula ingår i släktet Chtenopteryx och familjen Chtenopterygidae. Inga underarter finns listade i Catalogue of Life.

## Bildgalleri

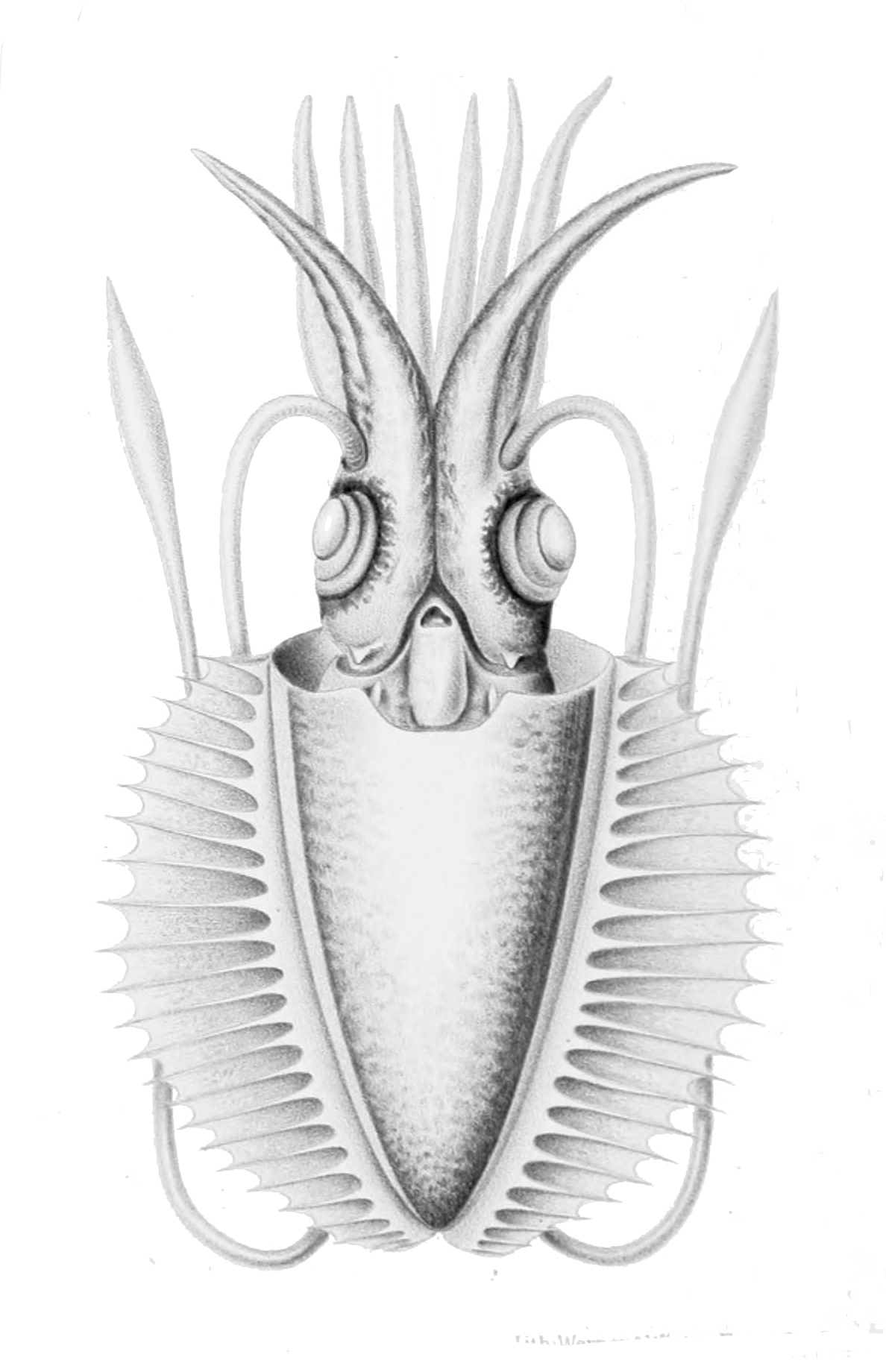